# Marsz Radeckiego (miniserial)
Marsz Radeckiego (niem. Radetzkymarsch) – miniserial zrealizowany według powieści Josepha Rotha.

## Treść
Akcja toczy się na początku XX wieku, na terenie Austro-Węgier. Karol Józef, wnuk bohatera spod Solferino, pragnąc kontynuować rodzinne tradycje wstępuje do austriackiej armii, gdzie zostaje porucznikiem. Jego oddział stacjonuje na wschodnich rubieżach monarchii w Trembowli. Jedną z nielicznych rozrywek kadry oficerskiej w sennym miasteczku jest gra w karty. Chcąc pomóc przyjacielowi w spłaceniu karcianego długu sprzedaje swojego konia miejscowemu arystokracie, hrabiemu Chojnickiemu. Hrabia zaprzyjaźnia się z nim. Dzięki niemu, Karol poznaje piękną i ekscentryczną Walerię von Taussig. Wspólna podróż do Wiednia owocuje namiętnym romansem młodego oficera z dużo starszą od niego Walerią.
Oczami głównego bohatera oraz jego ojca widz obserwuje postępującą degenerację i kryzys Monarchii Austro-Węgierskiej, targanej ruchami rewolucyjnymi, przy jednoczesnym wzroście nacjonalizmów wśród zamieszkujących ją narodów. Zarówno ojciec, jak i syn mają świadomość, iż to państwo może upaść i jako patrioci boleśnie to odczuwają. Wkrótce rozpoczyna się wojna.

## Obsada
- Max von Sydow - Franz von Trotta
- Tilman Günther - Carl Joseph von Trotta
- Charlotte Rampling - Valerie von Taussig
- Claude Rich - Dr Max Demant
- Julia Stemberger - Eva Demant
- Gert Voss - Chojnicki
- Elena Sofia Ricci - Katharina Slama
- Bruno Dallansky - Slama